# Longues-sur-Mer
Longues-sur-Mer ist eine französische Gemeinde mit 587 Einwohnern (Stand 1. Januar 2022) im Département Calvados in der Normandie, deren Zentrum das gleichnamige Dorf bildet. Zusammen mit 33 weiteren Kommunen zählt Longues-sur-Mer zum Gemeindeverband Bayeux Intercom.
Im Gemeindegebiet liegt die Batterie Longues-sur-Mer, die Teil des Atlantikwalls war.

## Geografie
Die Gemeinde liegt im Bessin am Ärmelkanal, dessen Kliffküste dort Höhen von fünf bis 60 Metern erreicht. Der nächste größere Ort, Bayeux, ist etwa 6,5 km vom Dorf Longues-sur-Mer entfernt.

## Bevölkerungsentwicklung

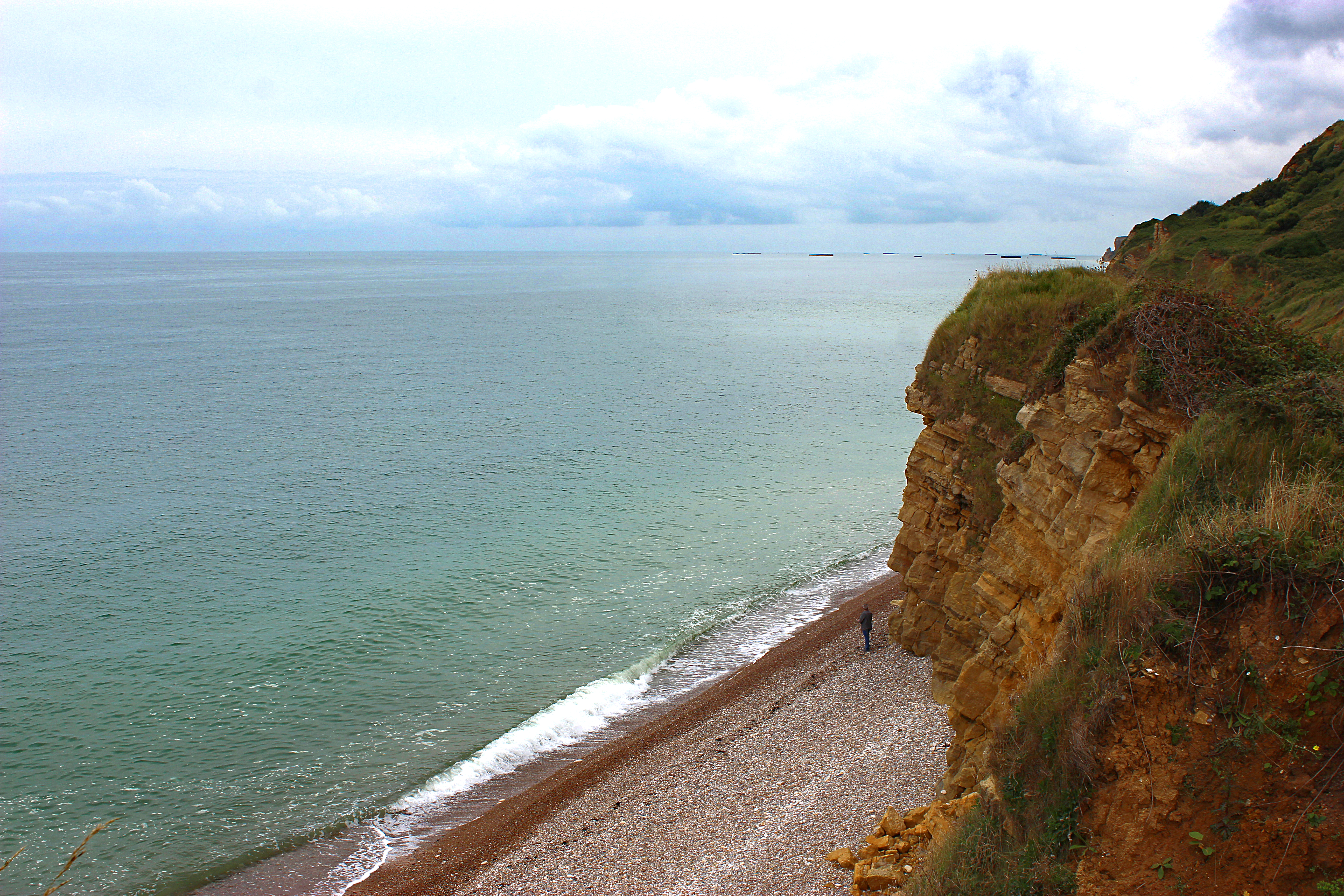
Die Kliffküste bei Longues-sur-Mer

| Jahr                       | 1962 | 1968 | 1975 | 1982 | 1990 | 1999 | 2006 | 2016 |
| Einwohner                  | 466  | 469  | 447  | 463  | 561  | 586  | 674  | 610  |
| Quellen: Cassini und INSEE |      |      |      |      |      |      |      |      |

Kirchen in Longues-sur-Mer
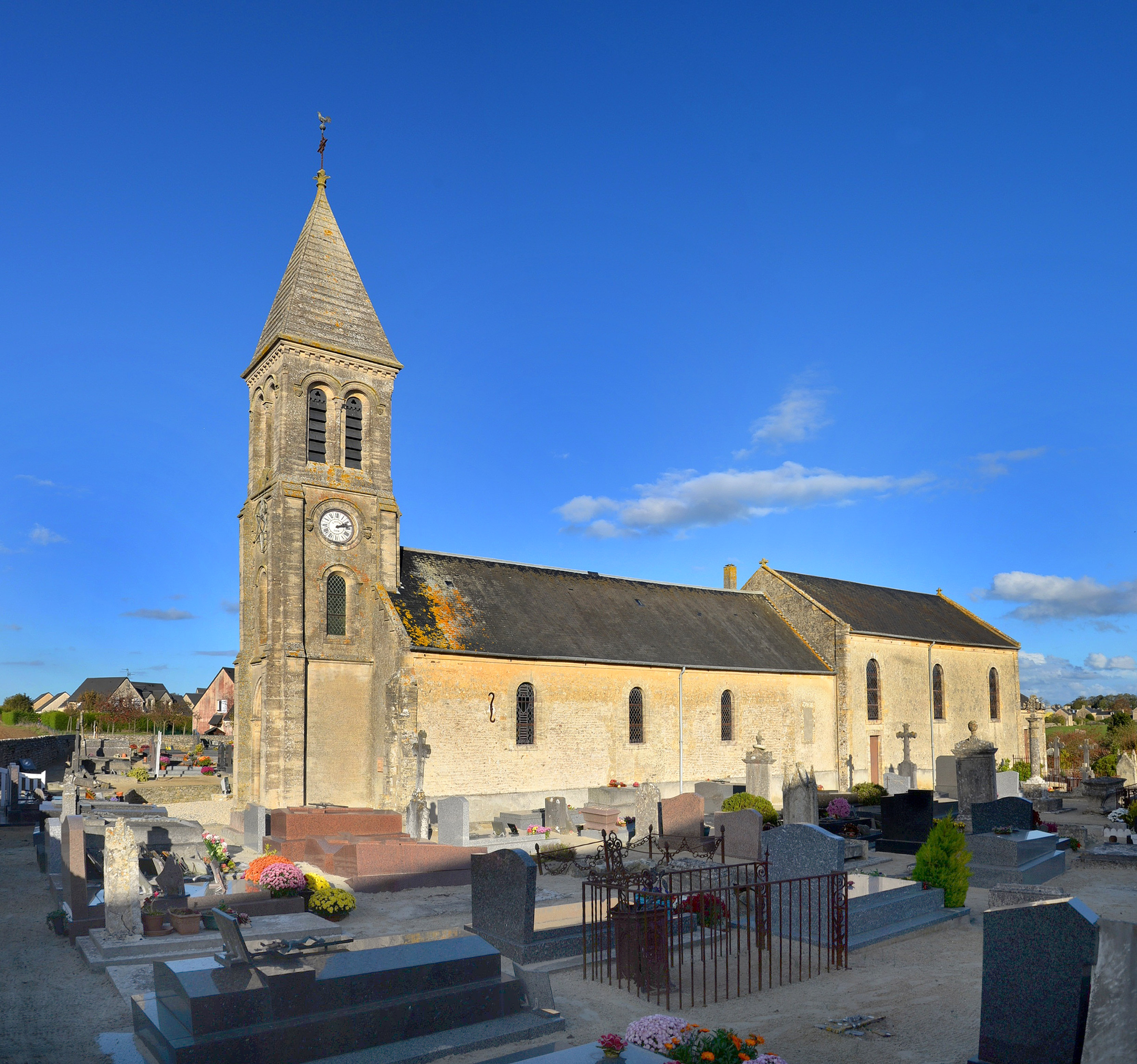
Kirche Saint-Laurent
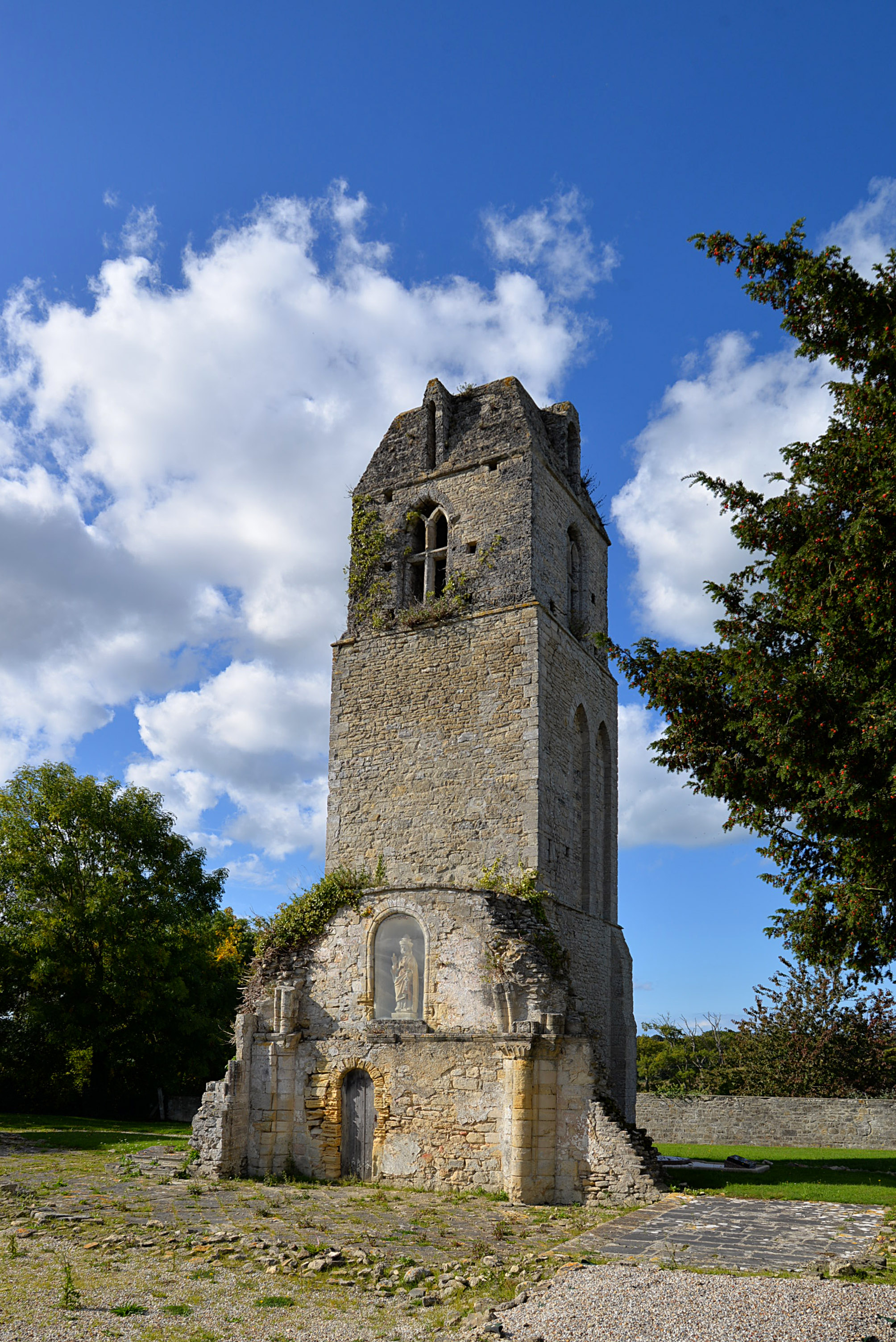
Turm der ehemaligen Kirche Saint-Pierre im Ortsteil Fontenailles
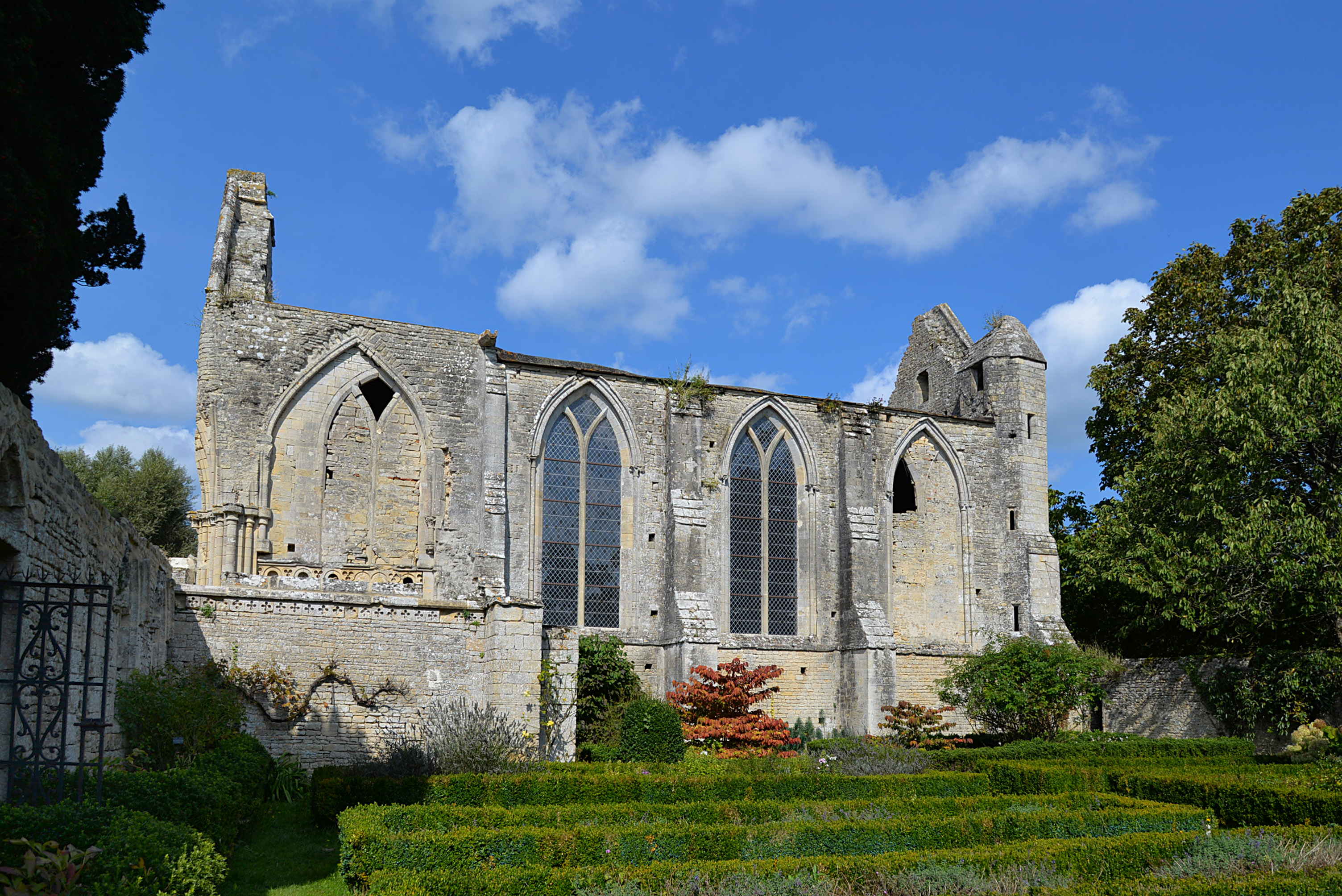
Reste der ehemaligen Abteikirche Sainte-Marie
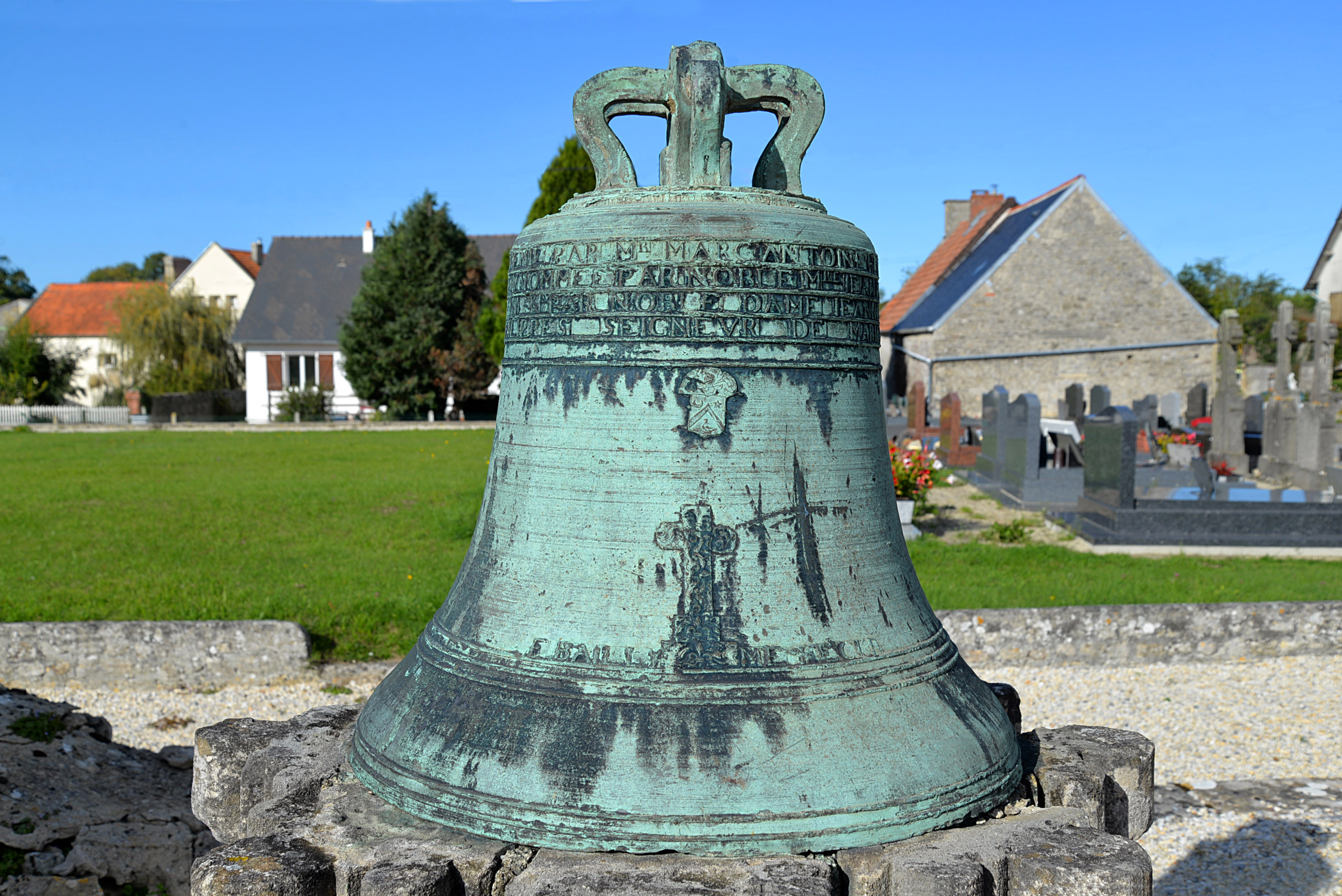
Glocke der ehemaligen Kirche Saint-Laurent im Ortsteil Marigny